# 2006. július 1-i konzisztórium
A 2006. július 1-i konzisztóriumot XVI. Benedek pápa hívta össze. Ezen a konzisztóriumon 4 boldog szenttéavatási határozatát hirdette ki.

## Szenttéavatási határozatok
- Rafael Guízar Valencia püspök
- Filippo Smaldone pap és rendalapító
- Rosa Venerini szűz és rendalapító
- Theodore Guérin (Anne-Thérése) szűz és rendalapító

A konzisztórium során a pápa elrendelte, hogy az öt új szent 2006. október 15-én kerüljön fel a szentek névsorába.